# Schadersberg
Schadersberg ist ein Weiler auf der Gemarkung Punreuth im oberpfälzischen Landkreis Tirschenreuth.

## Geografie
Der Weiler liegt im Südwesten des Fichtelgebirges  am südlichen Fuß des 711 Meter hohen Tannenberges. Schadersberg ist ein Ortsteil der Gemeinde Immenreuth und liegt zwei Kilometer nordwestlich von deren Gemeindesitz.

## Geschichte
Das bayerische Urkataster zeigt Schadersberg in den 1810er Jahren als einen aus vier Herdstellen bestehenden kleinen Ort. Von den drei Anwesen des Weilers stehen drei relativ eng benachbart zueinander, während das vierte ein wenig isoliert und ungefähr hundert Meter entfernt vom Ortskern liegt. Seit dem bayerischen Gemeindeedikt von 1818 hatte Schadersberg zur politischen Gemeinde Punreuth gehört, die zum Zeitpunkt der Gemeindegründung neben dem Hauptort Punreuth noch aus drei weiteren Ortschaften bestand. Als die im Jahr 1925 lediglich 163 Einwohner zählende Gemeinde Punreuth 1946 aufgelöst wurde, wurde Schadersberg in die Gemeinde Ahornberg eingegliedert. Als auch die Gemeinde Ahornberg mit der bayerischen Gebietsreform aufgelöst wurde, wurde Schadersberg zusammen mit dieser in die Gemeinde Immenreuth eingegliedert.
| Jahr          | 001824 | 001871 | 001885 | 001900 | 001925 | 001950 | 001961 | 001970 | 001987 |
| Einwohnerzahl | 35     | 39     | 26     | 28     | 25     | 36     | 24     | 23     | 28     |

## Baudenkmäler
In Schadersberg gibt es mit der am südlichen Ortsrand stehenden Kapelle lediglich ein Baudenkmal. Der Glockenstuhl des dreiseitig geschlossenen Massivbaus ist mit „1840“ bezeichnet, dessen Chörchen stammt aber wohl bereits aus dem 18. Jahrhundert.
- Liste der Baudenkmäler in Schadersberg